# Стюарт, Томас, 2-й граф Ангус
Томас Стюарт (ок. 1331—1361) — шотландский аристократ, 2-й граф Ангус (1331—1361).

## Биография
Единственный сын Джона Стюарта (? — 1331), 1-го графа Ангуса, и Маргариты де Абернети, баронессы Абернети.
Он был младенцем, когда скончался его отец, унаследовал титулы и имения в Бервикшире, Абернети и Ангус.
В 1353 году Томас Стюарт женился на Маргарите Сиклер, дочери Уильяма Синклера из Росслина. Уильям Синклер в 1330 году вместе с сэром Джеймсом Дугласом, 5-м лордом Дугласом, отправился в Святую землю, но по пути погиб в битве с маврами при Тебе в Испании. Ходатайство на разрешение этого брака было отправлено к папе римскому при поддержке короля Франции Жана II Доброго, возможно, что молодой граф Ангус провел некоторое время при французском дворе.
Присутствовал при осаде замка Бервик в 1355 году, затем был одним из шотландских лордов, которые вели переговоры об освобождении из десятилетнего английского плена короля Давида II Брюса. В 1357-1358 годах занимал должность лорда-верховного камергера Шотландии.
Томас Стюарт, граф Ангус, считался одним из заговорщиков, причастных в 1360 году к убийству Кэтрин Мортимер, любовницы короля Давида Брюса. Был заключен в темницу в замке Дамбартон, где скончался от чумы в 1361 году.

## Семья и дети
От брака с Маргаритой Синклер имел двух дочерей:
- Маргарита Стюарт (? — 1418), графиня Ангус и Мар, мать Джорджа Дугласа, 1-го графа Ангуса
- Елизавета Стюарт, жена Александра Гамильтона of Ballencrieff and Innerwick, предка графов Хаддингтон.